# Richard Heuberger
Richard Franz Joseph Heuberger, född den 18 juni 1850 i Graz, Österrike, död den 28 oktober 1914 i Wien var en österrikisk tonsättare och musikskriftställare. 

## Biografi
Heuberger föddes i Graz. Han studerade först till ingenjör, men vände sig 1876 till musiken och började studera vid Graz musikkonservatorium, för att sedan flytta till Wien. Där blev han ledare för Wiener Akademischer Gesangverein, dirigent vid Wiener Singakademie, chef för Wiener Männergesang-Verein och lärare vid stadens musikkonservatorium. 
Trots att han komponerade ett flertal operor, baletter, körverk och sånger, så är han idag känd för operetten Operabalen (1898).

## Valda arbeten
Operetter
- Der Opernball (Operabalen) (1898)
- Ihre Excellenz (1899), omarbetad version: Eine entzückende Frau
- Der Sechsuhrzug (1900)
- Das Baby (1902)
- Der Fürst von Düsterstein (1909)
- Don Quixote (1910)

Operor
- Abenteuer einer Neujahrsnacht (1886)
- Manuel Venegas (1889), omarbetad version: Mirjam, oder Das Maifest (1894)
- Barfüssele (1905)

Baletter
- Die Lautenschlägerin (1896)
- Struwwelpeter (1897)